# Bourbonska restaurationen
Denna artikel handlar om Bourbonska restaurationen i Frankrike. Se även Bourbonska restaurationen i Spanien.
Bourbonska restaurationen kallas den period i Frankrikes historia som följde efter kejsar Napoleon I:s abdikation 1814 när de allierade återförde den franska monarkin och tillsatte den bourbonska ätten vid tronen. Perioden innebar en konservativ motreaktion mot revolutionens ideal och ett återupprättande av den katolska kyrkans position i fransk politik men med tiden även industrialiseringens intåg i Frankrike.
Ludvig XVIII:s regeringstid 1814–1824 innebar både eftergifter till de europeiska makter som besegrat Napoleon och ett erkännande av privat egendom och äganderätt. Men de konservativa grupper som återvände till Frankrike tillsammans med Ludvig, som till exempel jesuiterna, fann sig ofta åsidosatta till favör för liberaler som Élie Decazes som ville få igång en ekonomisk återhämtning genom att prioritera den franska industrin.
Karl X:s regering 1824–1830 innebar ett tvärt brott mot denna liberala utveckling. Vid sitt tillträde gick Karl igenom alla de gamla ritualerna, till exempel lät han sig krönas i Reims som de franska kungarna hade gjort i århundraden. Därpå avskedade han regeringens liberala ministrar och tillsatte sina reaktionära vänner, som hertig de Polignac och greve de Villèle, i det konservativa sällskapet Jungfruns kongregation som eftersträvade att återupprätta den gamla ordningen med kyrkan som samlande kraft.
Missnöje med den förda politiken, en ny ekonomisk kris och ett dåligt skördeår skapade de förutsättningar som ledde till julirevolutionen 1830. Den 2 augusti samma år abdikerade Karl, och hertigen av Orléans, son till Philippe Égalité, tillträdde tronen som Ludvig Filip I, vilket innebar slutet av denna period och början av perioden Julimonarkin. 